# Capella Space
Capella Space — американская аэрокосмическая компания, специализирующая в области радиолокационной ДЗЗ и предоставления её результатов на коммерческих рынках.

## История
Компанию основали Пайам Баназаде, бывший инженер НАСА и Уильям Вудс в марте 2016 года. Расположена в городе Сан-Франциско (Калифорния).  Основной целью компании было обеспечение пользователей по всему миру возможностью получения коммерческих радиолокационных изображений поверхности планеты с высокой разрешающей способностью.
Для этого Capella Space планирует развернуть группировку из 36 спутников, оснащённых радиолокационной станцией с синтезированной апертурой, которая позволит получать изображение любой части планеты с интервалом не более одного часа.  Система должна позволить получение радиолокационных (РЛ) изображений земной поверхности с разрешением 50 сантиметров.

## Спутники

### Denali
В декабре 2018 года компания запустила на орбиту свой первый тестовый спутник Denali (Capella 1, также известен как SpaceCap). Запуск был осуществлён совместно с 63 другими малыми спутниками ракетой-носителем Falcon 9 компании SpaceX, с базы ВВС США Ванденберг  в Калифорнии. Спутник Denali предназначался только для отработки конструкции и технологий. Радилокационные изображения с него не продавались. В январе 2023 года спутник вошёл в плотные слои атмосферы и прекратил своё существование.

### Sequoia
В августе 2020 года на орбиту высотой около 500 км с наклонением 45,0° был запущен первый серийный спутник компании Capella Space, названный Sequoia (Capella 2). Спутник массой 107 кг, выведенный на орбиту ракетой-носителем Electron частной американской аэрокосмической компании Rocket Lab использовался для предоставления радиолокационных изображений земной поверхности коммерческим заказчикам, обеспечивая высокую периодичность наблюдения районов Ближнего Востока, КНДР, КНР, Японии и США. Спутник прекратил своё существование в феврале 2023 года.

### Whitney
Первоначально в группировке спутников, получившей название Whitney, планировалось 6 аппаратов (Whitney 1...6, также используются обозначения Capella 3...8) массой 112 кг. Пять из них выведены в 2021-2022 годах  на солнечно-синхронную орбиту с наклонением 97,5°, откуда обеспечивается обзор всей поверхности Земли. Эти спутники были выведены носителями Falcon 9  в 2021-2022 годах в трёх миссиях SpaceX Transporter ridesahre совместно с другими малыми спутниками различного типа и назначения. Спутник Whitney 4 (Capella 6) выведен 15 мая 2021 года совместно с партией спутников Starlink на орбиту с наклонением 53°. В феврале-апреле 2023 года первые три спутника группировки прекратили своё существование. В марте 2023 года группировка спутников Whitney была дополнена еще двумя аппаратами - Capella 9 и Capella 10 - выведенными в одном запуске носителя Electron на орбиту с наклонением 44°.

### Acadia
В августе 2022 года было объявлено о разработке нового поколения радиолокационных спутников Capella Space под названием «Acadia». Эти новые аппараты массой 160 кг представляют собой усовершенствованную версию предыдущих спутников Capella с увеличенной полосой пропускания радара и большей мощностью энергосистемы, они должны обеспечить лучшее разрешение и более высокое качество изображения. Спутники серии Acadia будут, впервые среди коммерческих радиолокационных спутников, оснащены терминалами межспутниковой оптической связи, что позволит сократить время от получения изображения до доставки его потребителям. Предполагается, что группировка спутников Acadia будет включать 30 аппаратов. Первый спутник этого типа Acadia 1 (также используется обозначение Capella 11) запущен на носителе Electron 23 августа  2023 года.

## Контракты
Capella Space уже заключила договоры на предоставление картографической информации с государственными структурами США.
Например, в 2019 году был заключён договор с Национальным управлением военно-космической разведки США об интеграции коммерческих радиолокационных изображений, полученных спутниками Capella Space, с государственными спутниками наблюдения NRO.
В ноябре 2019 года ВВС США заключили с Capella Space контракт на включение изображений компании в программное обеспечение виртуальной реальности ВВС (возможно, имеются в виду высокодетализированные трёхмерные карты местности для авиации).
13 мая 2020 года был подписан контракт с Министерством обороны США на предоставление данных бортовых радаров с синтезированной апертурой для ВМС США. Компания также предоставит Министерству обороны внутренние аналитические услуги для интерпретации полученных данных.
На март 2021 года число сотрудников компании составляло около 100 человек.